# Stadion Gospin dolac
Stadion Gospin dolac – stadion piłkarski w mieście Imotski, w Chorwacji. Został wybudowany w latach 1987–1989, choć pierwotnie miał być gotowy już na 8. Igrzyska Śródziemnomorskie w 1979 roku. Obiekt może pomieścić 4000 widzów, z czego 3000 to miejsca siedzące. Swoje spotkania rozgrywa na nim drużyna NK Imotski.